# Entraînement fractionné de haute intensité

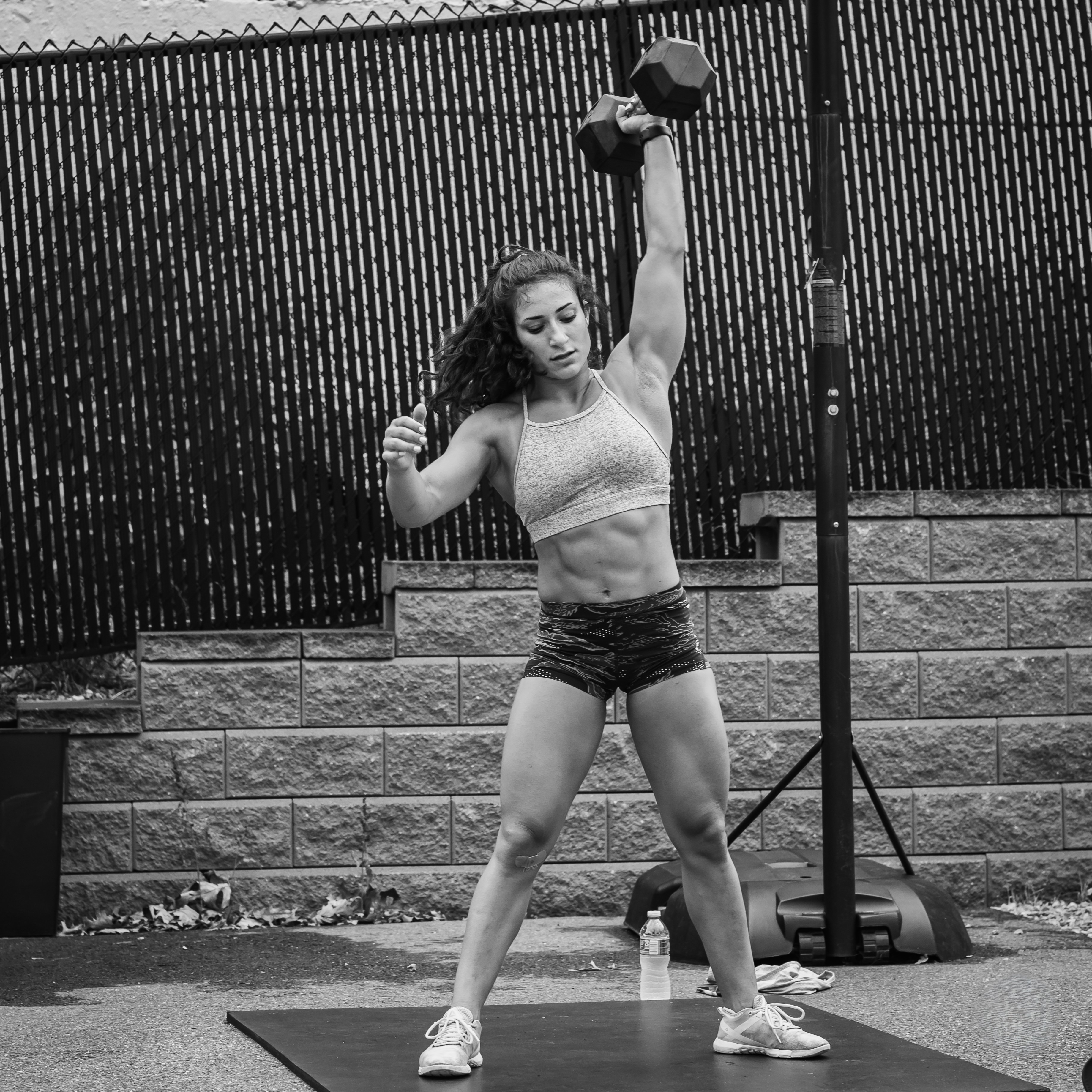
Entraînement fractionné de haute intensité

L'entraînement fractionné de haute intensité (de l'anglais High Intensity Interval Training (HIIT)) est un mode d'entraînement fractionné qui vise un renforcement de la condition physique par de brèves séances d'exercices en anaérobie.

## Principe
Une séance d’entraînement comporte une période d'échauffement, environ 6 à 10 répétitions d'un exercice et une période de retour à la normale. Chaque exercice est composé de deux phases. La première est une phase d'effort intense, réalisée à l'intensité maximale dont est capable le pratiquant. La seconde phase est la phase de récupération, qui se divise en deux types : active (d'intensité faible à moyenne) ou passive. La durée totale de la séance ne dépasse pas une demi-heure. Le ratio entre les temps d'effort et de repos est généralement de 1 pour 1. Ce ratio est contrôlé par l'usage d'un chronomètre ou minuteur (fonction "timer").
Certains incluent dans l'entraînement fractionné des séances de longue durée (jusqu'à 60 min) alternant effort intense, effort d'intensité moyenne et des phases de récupération actives et passives appelées High Insane Interval Training. D'autres l'étudient pour ses effets même en cas de sessions courtes (7 minutes).

## Effets sur la santé
Cette forme d'entraînement très exigeante est louée par ses partisans pour son efficacité sanitaire, notamment pour l'amélioration de la condition cardiorespiratoire et la réduction de la masse adipeuse qu'elle offre aux sportifs et patients,,,,,. 
L'entraînement fractionné, comparativement à l'entraînement en endurance continu, semble être plus efficace au niveau cardio-vasculaire, périphérique et peut-être sur la fonction motrice. Il ne semble pas apporter plus de bénéfice au niveau cérébral. 

## Pratique
Le HIIT est souvent pratiqué en cours collectif dans les salles de fitness et musculation. Il existe aussi de nombreux supports pour pratiquer le HIIT comme des vidéos YouTube, ou des applications pour smartphone, notamment le challenge Seven Workout,.